# Halling

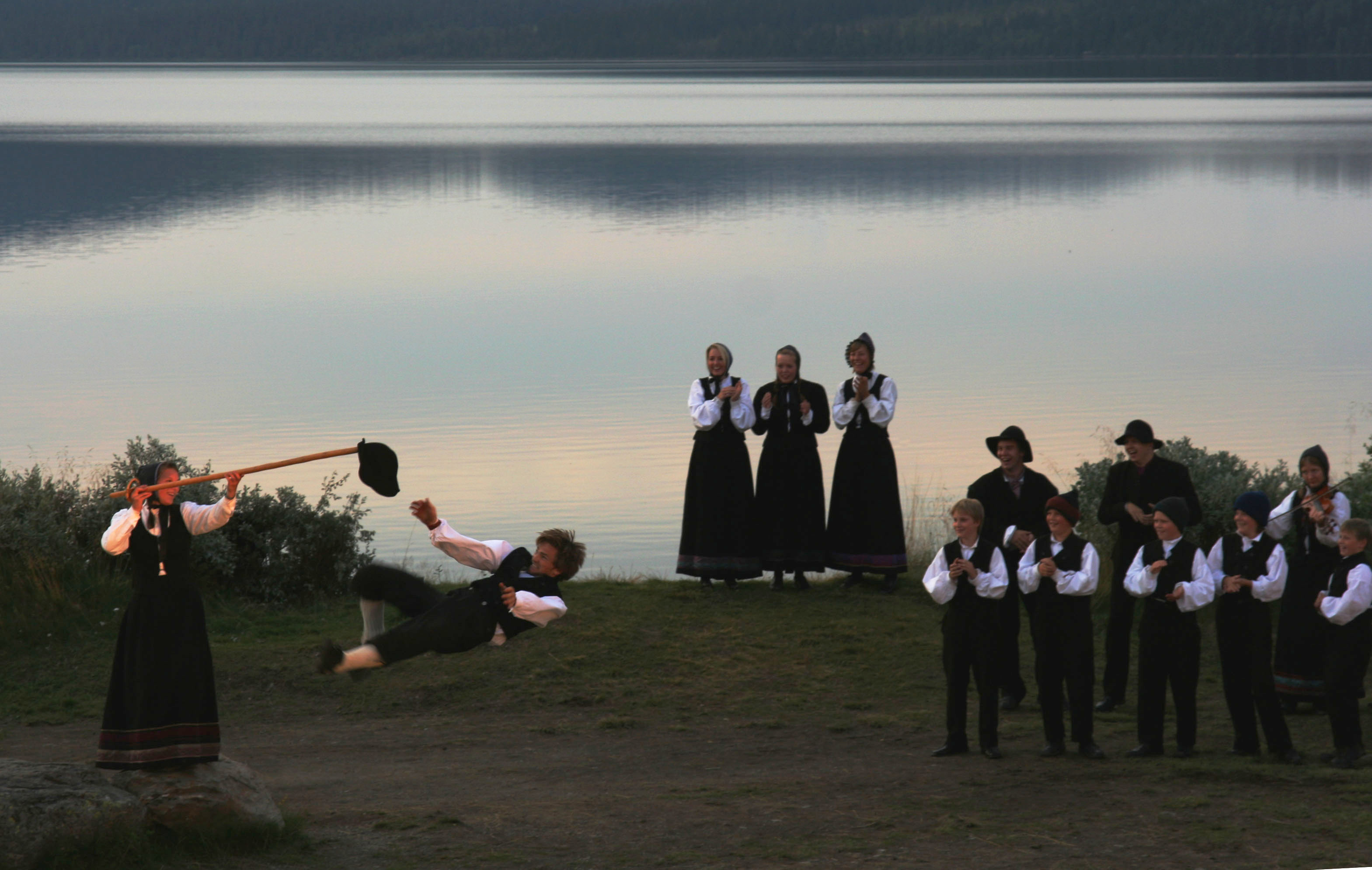
Hallgrim Hansegård (Frikar) während eines Hallingkast beim Peer Gynt Festival in Gålå

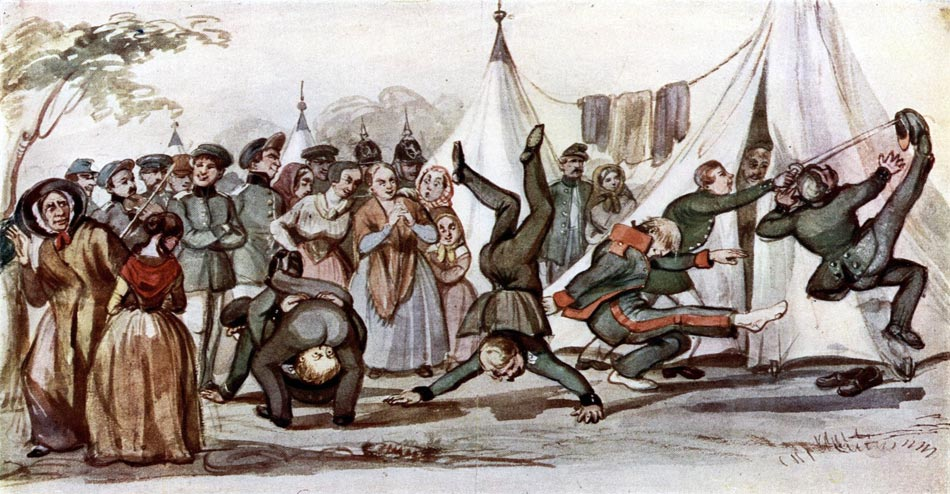
Fritz von Dardel: Hallingtanz in der norwegischen Vereinigung in Malmö, Mittsommerfest 1848

Halling, auch als Hallingdans oder Lausdans bezeichnet, ist ein traditioneller Volkstanz in Norwegen aber auch in Westschweden, insbesondere Värmland und Dalarna, im 6/8- oder 2/4-Takt mit ca. 100 bis 115 Schlägen pro Minute. Halling ist seinem Ursprung nach ein Männertanz, der solo mit verschiedenen Schrittfolgen getanzt wird, die individuell aneinander gereiht werden. In den Tanz werden mehr oder minder athletische Einlagen eingebaut, mit denen der Tänzer sein Können unter Beweis stellt. Als Höhepunkt beim Halling wird der Hallingkast aufgefasst, bei dem der Tänzer versucht einen Hut, der von einer anderen Person mit einer Stange in die Höhe gehalten wird, im Sprung mit dem Fuß herunterzuschlagen. 
In Norwegen existierten bereits in verschiedenen Regionen Varianten von Männertänzen, bevor sich im 19. Jahrhundert die Tanzweise aus der Gegend von Hallingdal mehr und mehr verbreitete und auch den Namen des Tanzes prägte.